# Stanisław Płużański

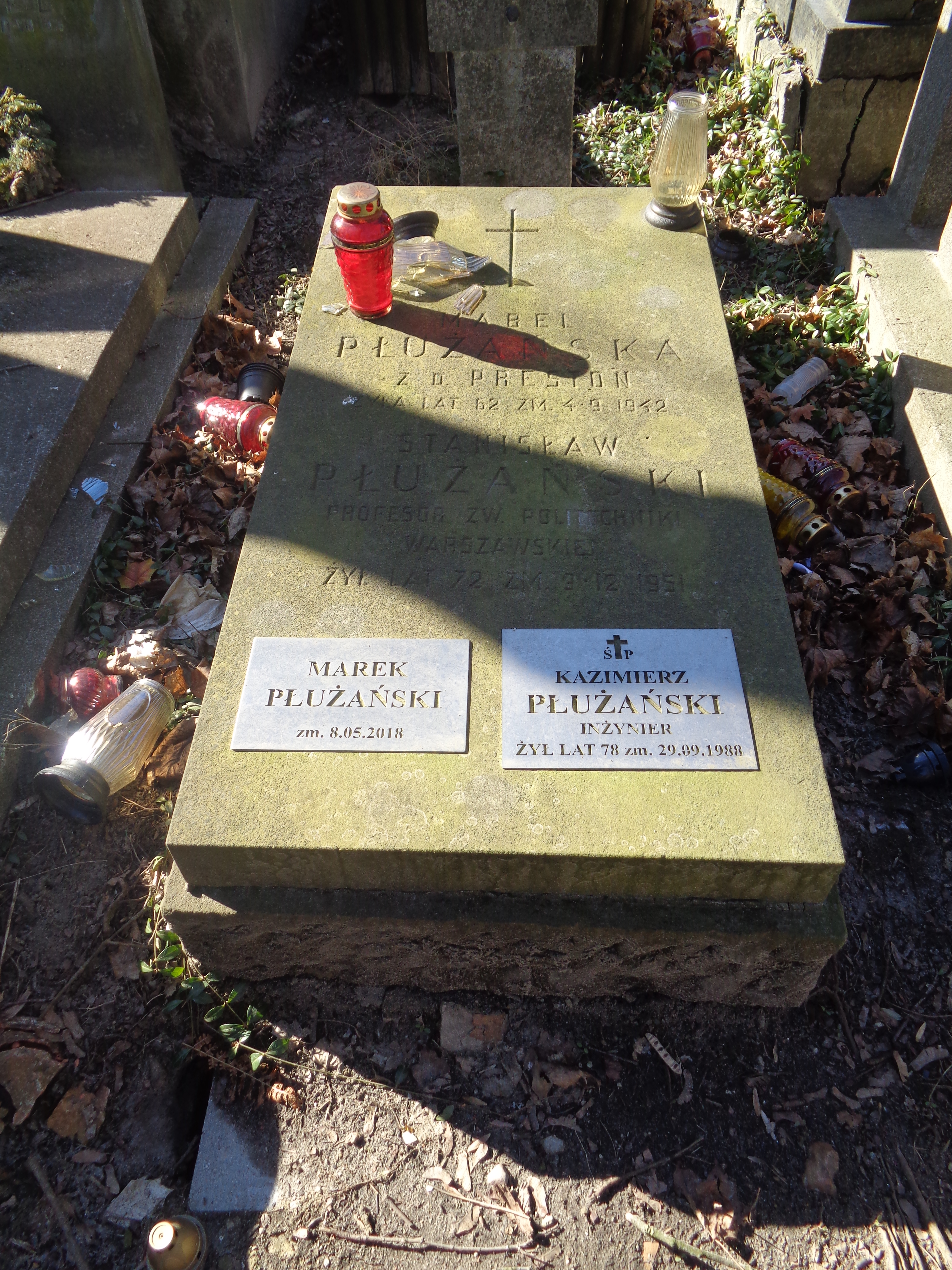
Grób Stanisława Płużańskiego na Cmentarzu powązkowskim

Stanisław Roman Płużański (ur. 26 lipca 1879 w Radomiu, zm. 9 grudnia 1951 w Warszawie) – profesor zwyczajny Akademii Górniczej oraz Politechniki Warszawskiej, dziekan Wydziału Mechanicznego Politechniki Warszawskiej, specjalista z zakresu budowy silników spalinowych, obrabiarek, organizacji przemysłu maszynowego.

## Życiorys
Wykształcenie wyższe techniczne – dyplom inżyniera budowy maszyn – uzyskał na Politechnice Darmstadzkiej. W 1906 roku podjął pracę konstruktora, a następnie kierownika działu warszawskiej wytwórni silników spalinowych Ursus.
Z biegiem lat zainteresowania prof. Płużańskiego zwróciły się w kierunku projektowania i budowy zakładów przemysłowych. Od 1926 roku brał czynny udział w budowie Polskich Zakładów Skoda, będąc jednocześnie dyrektorem i członkiem zarządu wytwórni, później zaś ich doradcą technicznym.
Niezależnie od pracy w przemyśle, prowadził ożywioną działalność dydaktyczną. W latach 1909–1916 wykładał technologię metali i maszynoznawstwo w ramach Kursów Wieczornych dla Techników, oraz mechanikę w ramach Kursu dla cukrowników (1910) a także Nowości w dziedzinie silników spalinowych w ramach Wykładów dla Inżynierów (1913) na Wydziale Technicznym Towarzystwa Kursów Naukowych w Warszawie. W 1915 należał do grona współorganizatorów Politechniki Warszawskiej. Od 1928 roku prowadził wykłady z dziedziny uzbrojenia na Wydziale Mechanicznym Politechniki Warszawskiej. W 1931 roku został mianowany profesorem zwyczajnym i kierownikiem Zakładu związanego z Katedrą Obróbki Metali na wydziale Mechanicznym Politechniki Warszawskiej.
W okresie międzywojennym interesował się sprawami związanymi z usprawnieniem wytwarzania, będąc członkiem założycielem Instytutu Naukowej Organizacji w Warszawie. Wkrótce po założeniu Akademii Nauk Technicznych w Warszawie został jej członkiem korespondentem. W 1929 roku objął przewodnictwo Komisji Techniki Warsztatowej w Polskim Komitecie Normalizacyjnym. Był członkiem wielu stowarzyszeń technicznych, m.in. Stowarzyszenia Inżynierów Mechaników Polskich, Towarzystwa Wojskowo – Technicznego oraz Instytutu Inżynierów Mechaników w Londynie. Pierwszy prezes (1940–1941) Stowarzyszenia Techników Polskich w Wielkiej Brytanii.
W latach 1935–1936 i 1936–1937 pełnił obowiązki dziekana Wydziału Mechanicznego Politechniki Warszawskiej.
W czasie II wojny światowej przebywał początkowo we Francji, później od 1940 roku w Anglii, zajmując się organizowaniem polskiego ośrodka studiów politechnicznych.
W latach 1946/47 oraz 1947/48 sprawował po raz drugi obowiązki dziekana Wydziału Mechanicznego Politechniki Warszawskiej. W 1950 roku został przewodniczącym Komisji Mechaniki Wydziału V Nauk technicznych Akademii i pełnił tę funkcję do końca życia.
Jedną z najważniejszych prac książkowych prof. Płużańskiego była Mobilizacja przemysłu na potrzeby obrony kraju, wydana w Warszawie w 1934 roku (w krótkim czasie przetłumaczono ją na język francuski, niemiecki i rosyjski). W okresie przymusowego pobytu za granicą wydał w Londynie w 1941 roku książkę Szkolnictwo techniczne w Wielkiej Brytanii.
Ostatnie lata swojego życia niemal w całości poświęcił młodzieży studiującej na Politechnice Warszawskiej. Zmarł w 1951 roku w Warszawie. Pochowany na cmentarzu Powązkowskim (kwatera 299a-1-27).

## Stanowiska
- od 1906 – konstruktor, a następnie kierownik działu warszawskiej wytwórni silników spalinowych Ursus
- od 1919 -- pierwszy profesor Akademii Górniczo-Hutniczej w Krakowie
- od 1926 – dyrektor, członek zarządu, doradca techniczny budowy Polskich Zakładów Skoda
- od 1928 – roku wykładowca na Wydziale Mechanicznym Politechniki Warszawskiej
- od 1929 – przewodniczący Komisji Techniki Warsztatowej w Polskim Komitecie Normalizacyjnym
- od 1931 – kierownik Zakładu Obróbki Metali PW
- 1935–1937 i 1946–1947 – dziekan Wydziału Mechanicznego Politechniki Warszawskiej
- od 1950 – przewodniczący Komisji Mechaniki Wydziału V Akademii Nauk Technicznych

## Członkostwa
- od 1923 – członek korespondent Akademii Nauk Technicznych w Warszawie

## Nagrody, wyróżnienia, odznaczenia
- Krzyż Komandorski Orderu Odrodzenia Polski

## Wybrane publikacje
- Mobilizacja przemysłu na potrzeby obrony kraju, Warszawa 1934 r.
- Szkolnictwo techniczne w Wielkiej Brytanii, Londyn 1941 r.